# Alois Hába
Alois Hába (Vizovice na Morávia Valáquia, 21 de junho de 1893 - Praga, 18 de novembro de 1973) foi um compositor, teórico musical e professor tcheco.

## Vida
Nasceu em uma família de tradição musical: seu pai era músico e o irmão de Alois, Karel Hába, também compositor.
Alois estudou composição com Vítězslav Novák em Praga e completou a sua formação em Viena e Berlim. Recebeu apoio de Josef Suk e com a sua ajuda fundou em 1924 um departamento de música microtonal no Conservatório de Praga. Entre os seus discípulos incluem-se Gideon Klein, Jeronimas Kačinskas e Zikmund Schul.

## Gravações representativas
- Complete String Quartets (4 CDs, Bayer Records, Alemanha, 2006), realizados pelo conjunto checo Stamic Quartet
- Alois Hába / Miloslav Kabeláč / Jan Hora / Petr Čech – Complete Organ Works (Vixen, República Checa, 2001, CD)
- Complete Nonets. The Czech Nonet (Supraphon, República Checa, 1995)
- Czech Music of the 20th Century: Alois Hába – Chamber Music. Suk Quartet and Czech Nonet (Praga, França, 1993)
- Mother pela Orquestra do Teatro Nacional de Praga, coro e solistas (Supraphon, Checoslováquia, 1966, 1980 & 1982 – 2LPs; CD)[5]